# Юлія Хуньяді де Кетей
Юлія Хуньяді де Кетей (угор. Hunyady Júlia), також Юлія Обренович (серб. Јулија Обреновић) та Юлія Аренберзька (фр. Julie d'Arenberg, 26 серпня 1831 — 19 лютого 1919) — угорська шляхтянка з династії Хуньяді, донька графа Ференца Хуньяді де Кетей та графині Юлії Зіче де Зіч е Вашонкеу, дружина князя Сербії Михайла Обреновича, згодом — бельгійського принца Карла Аренберзького.
Значну частину життя провела у своєму маєтку Іванка-при-Дунаї на території сучасної Словаччини.

## Біографія

### Ранні роки
Юлія народилась у 26 серпня 1831 року у Відні. Вона була єдиною донькою та четвертою дитиною в родині графа Ференца Хуньяді де Кетей та його дружини Юлії Зіче де Зіч е Вашонкеу. Дівчинка мала старших братів Ласло, Кальмана та Вілмоша.  
Була фрейліною імператриці Австрії Єлизавети.

### Княгиня Сербії
у віці 21 року взяла шлюб із 29-річним князем Сербії у вигнанні Михайлом Обреновичем. Вінчання відбулося 1 серпня 1853 року в руській каплиці у Відні. Укладений шлюбний контракт регламентував обов'язки подружжя та права наслідування у разі смерті одного з них. Шлюб виявився  бездітним.
Однак від початку сімейне життя було щасливим та ідилічним.
Пара мешкала у віденському палаці та мала заміський будинок у селищі Іванка-при-Дунаї. у 1856 році там трапилася пожежа, однак Михайло відбудував згоріле селище та переобладнав замок.
Залишились відомості щодо зустрічі Юлією в цій резиденції свого дня народження у 1858 році. Тоді Михайло подарував їй сербське вбрання з білого шовку та білого оксамиту, розшите срібною та золотою ниткою й оздоблене діамантами. Матір піднесла три рукописні композиції Ференца Ліста з присвятою, старший брат — перше видання «Фауста» Гете, а молодший — хутряний плащ для верхової їзди в зимовий час. Перший сербський фотограф Анастас Йованович презентував великий альбом із фотографіями.
У 1859 році Мілош Обренович, свекор Юлії, повернув собі сербський престол. Маючи місію до європейських держав, подружжя відвідало Відень, Париж, Лондон та Берлін. Наступного року трон перейшов до Михайла. Пара оселилася у Белграді. Юлія вивчала сербську мову із розмов зі свекром та на заняттях із Джуро Даничичем. Також вивчала сербські танці.

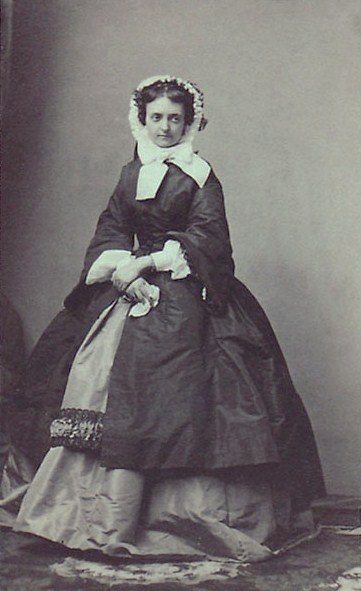
Княгиня Юлія

Разом із чоловіком брала участь у суспільному житті, організовувала бали, благодійні вечори та лотереї для двору. Брала активну участь у культурному житті столиці, часто відвідувала громадські установи.
Однак Юлія, яка була католицької віри, відмовилася переходити у православ'я. Вихована єзуїтами, вона часто відвідувала костел. Це, як і її угорське походження, викликало недовіру двору та сприяло непопулярності серед населення. Народ вважав її зарозумілою.
У січні 1863 року Михайло послав дружину та державного радника Філіпа Христича із дипломатичним завданням до Лондону. Про сербську місію із симпатією писали кілька британських газет.
Також виконувала завдання у Парижі. Після повернення виявилося, що князь Михайло завів собі коханку, Катарину Константинович, яка доводилася йому кузиною. Сподіваючись отримати розлучення, він звинуватив Юлію в невірності.
У 1865 році подружжя уклало письмову угоду про відокремлення «ліжка та столу», яка була підписана 18 листопада. Юлія після цього переїхала до Відня. Михайло потурбувався про матеріальне становище дружини у вигнанні. Вона жила в його віденському палаці та отримувала ануїтет у розмірі 5500 дукатів. На відміну від більшості міністрів Обреновича та сербського народу, ідею офіційного розлучення вона не підтримувала.
У 1868 році Михайло був застрелений на прогулянці у парку. Юлія прибула до Белграду на його похорон. За її дорученням  над місцем останнього спочинку чоловіка у Соборній церкві було споруджено надгробок, який складався з підстави, саркофагу та бронзової статуя Святого Архангела Михаїла.
Заміська резиденція у Іванка-при-Дунаї після його смерті відійшла Юлії.
Тамтешні жителі описували графиню як дуже красиву, розумну та добру жінку.

### Другий шлюб
У віці 44 років Юлія взяла другий шлюб із принцом Карлом Аренберзьким. Шлюб було укладено в костелі Іванки-при-Дунаї 16 січня 1876 року. Церковні хроніки зафіксували пам'ятний опис весілля. Вінчання проводив місцевий священик Йожеф Ференці. Після церемонії пара щедро винагородила пастора, органіста та церковних служок. Принцеса та священик пожертвували також милостиню для бідних, яка був розділена між 141 особою.
На першу річницю весілля принцеса створила грошовий фонд, з якого священик щороку жертвував гроші бідноті.
Подружжя проживало у місцевому маєтку, який в той час чергового разу зазнав структурних змін. Всі приміщення замку були заново пофарбовані та прикрашені бароковою різьбою. 
У 1886 році одну з будівель замку, під назвою «Дім музикантів», було капітально відремонтовано, і Юлія створила там дитячий будинок, назвавши його «Дім Святого Карла». Інколи в ньому проживало до ста дітей. Принцеса забезпечувала їм, окрім догляду, їжу та одяг.  Будинок знаходився в експлуатації до початку Першої світової війни, коли був перетворений на імпровізований військовий шпиталь.

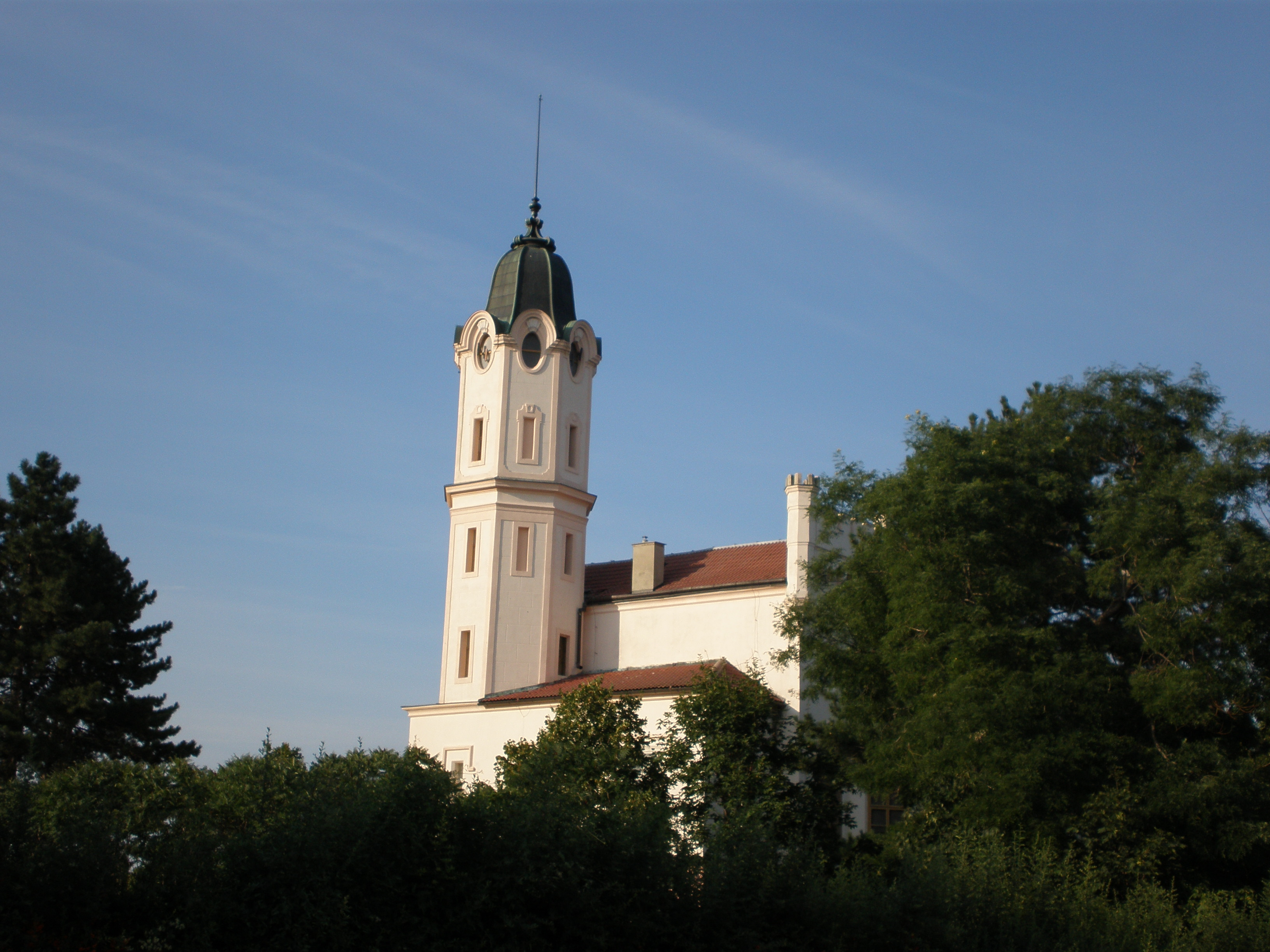
Косцьол Іванки-при-Дунаї

Також Юлія турбувалася про потреби церкви та дбала аби костел був забезпечений гідним обладнанням. У 1879 році на її гроші було відремонтовано один старий дзвін та придбано новий. У вересні їх урочисто привезли з Відня, прикрасили квітами та, у супроводі співаючого дівочого хору й місцевого населення, провезли селищем до церкви, де встановили на дзвіницю.У 1885 році вона купила у Брюсселі дві дерев'яні скульптури роботи відомого майстра Мальфаіта, які зображували святого Антонія та святого Михайла, та принесла їх у дар костелу. Скульптури були розміщені по обидва боки вівтаря та прикрашають церкву й досьогодні. Крипта під костелом ще у 1871 році була перероблена під родинну усипальницю сімейства Хуньяді де Кетей.
Карл Аренберзький помер у червні 1896-го. Юлія у 1909 році переїхала до Брюсселя. 
Її не стало 19 лютого 1919 року у Відні. Маєток у Іванки-при-Дунаї після її смерті успадкував небіж Кароль.